# David Brewster
Sir David Brewster (1781-1868) là nhà vật lý, nhà toán học, nhà thiên văn học, nhà phát minh, nhà văn, nhà sử học người Scotland. Năm 1815, Brewster đã mô tả mối liên hệ toán học đơn giản giữa chiết suất của một chất phản xạ với góc mà ánh sáng đi tới trên chất sẽ bị phân cực. Năm 1816 khi đang làm thí nghiệm về phân cực ánh sáng, ông đã phát minh ra kính vạn hoa. Năm 1849, Brewster phát triển mô hình kính nhìn nổi, một dụng cụ dùng để xem các bản in nổi trở nên phổ biến trong các phòng hội họa thời Victoria của Anh. Tên của ông được đặt cho tiểu hành tinh 10315 Brewster.